# Purworejo (Kaliori)
Purworejo is een bestuurslaag in het regentschap Rembang van de provincie Midden-Java, Indonesië. Purworejo telt 1055 inwoners (volkstelling 2010).